# Movistar Open 2006
Il Movistar Open 2007 è stato un torneo di tennis giocato sulla terra rossa.
È stata la 13ª edizione del Movistar Open, che fa parte della categoria International Series nell'ambito dell'ATP Tour 2006.
Si è giocato al Centro de Tenis Las Salinas di Viña del Mar in Cile,dal 30 gennaio al 6 febbraio 2006.

## Campioni

### Singolare
José Acasuso ha battuto in finale  Nicolás Massú per 6-4, 6-3.

### Doppio
José Acasuso /  Sebastián Prieto hanno battuto in finale  František Čermák /  Leoš Friedl per 7–6(2), 6–4.